# خوسيه أوربانو
خوسيه أوربانو (بالإسبانية: José Urbano)‏ هو لاعب كرة قدم إسباني، ولد في 9 ديسمبر 1972 في مالقة في إسبانيا.